# Oostertocht

Oostertocht is een wijk, gelegen in de plaats Heerhugowaard in Nederland. De wijk grenst aan 't Kruis, Huygenhoek, de Molenwijk en de Rivierenwijk. In de wijk werd begonnen met bouwen rond 1994 en rond 2001 was de wijk in zijn geheel voltooid. In 2012-2013 werd in een deel van de wijk de drainage vervangen vanwege een hoog grondwaterpeil. Ook is toen een aantal verkeersdrempels vloeiender gemaakt.
De wijk is ruim opgezet en modern qua stijl. De wijk bestaat uit diverse woningtypen als eengezinswoningen en appartementen, en een aantal sportfaciliteiten. In totaal wonen er bijna 5000 mensen, verspreid over ongeveer 1800 woningen.
De Oostertocht is ook de Heerhugowaardse afwatering waarbij de wijk in de buurt ligt, hiernaar is de wijk vernoemd.

## Gedenksteen
Aan het Burgplantsoen is een gedenksteen gevestigd. Dit herinnert aan een ongeval bij het bouwen van de huizen, waarbij een kraan boven op een bouwkeet viel. Hierbij is een bouwvakker om het leven gekomen.